# Villa Paz
Villa Paz es un barrio rural  del municipio filipino de primera categoría de El Nido perteneciente a la provincia  de Paragua en Mimaro,  Región IV-B.
En 2007 Villa Paz contaba con 924 residentes.

## Geografía
El municipio de El Nido se encuentra 238 kilómetros al noreste de Puerto Princesa,  capital provincial. 
Su término ocupa el extremo meridional de isla Paragua. Linda al norte con la  isla de Linapacán y otras  del grupo de las islas Calamianes; al sur con el municipio vecino de Taytay; al este con el Mar de Joló frente a las islas que forman el municipio de Agutaya; y al oeste con el  mar de la China Meridional, conocido localmente como el Mar del Oeste de Filipinas.
Este barrio linda al norte con el de  Sibaltán; al sur con el de Nueva Ibajay (New Ibajay); al esrte con el mar de Joló frente a la isla de Batas en el término de  Taytay y la de Binulbulán en el de  Linapacán, barrio de Pical; y al oeste con el barrio de Pasadeña.

### Demografía
El barrio  de Villa Paz contaba  en mayo de 2010 con una población de 1.072 habitantes.

## Historia
Bacuit formaba parte de la provincia española de  Calamianes, una de las de las 35 provincias de la división política del archipiélago Filipino, en la parte llamada de Visayas. Pertenecía a la audiencia territorial  y Capitanía General de Filipinas, y en lo espiritual a la diócesis de Cebú.
Este barrio de Villa Paz fue creado el 21 de junio de 1957, comprendiendo los sitios de Nueva Igabas, Candolay, Malapaho, Mabeñgeten, Dewel, Nalbekan y Lapia.